# Сливка Олександр Георгійович
Сливка Олександр Георгійович – відомий вчений-фізик, доктор фізико-математичних наук, професор, проректор ДВНЗ «Ужгородський національний університет».

## Життєпис
Олександр Георгійович Сливка  народився 8 березня 1960 року у місті  Перечин Закарпатської області.
У 1982 році, з відзнакою, закінчив фізичний факультет Ужгородського державного університету, здобувши кваліфікацію “фізик, викладач”.
У 1982–1985 роках навчався в аспірантурі Ужгородського державного університету при кафедрі фізики напівпровідників і діелектриків.
У 1987 році захистив кандидатську дисертацію на тему: “Фазові р,Т-діаграми та особливості фізичних властивостей кристалів Sn2P2(SexS1-x)6 поблизу точки Ліфшица”.
У 1997 році присвоєно вчене звання доцента.
Із вересня 2002 року – провідний науковий співробітник та професор кафедри оптики ДВНЗ "Ужгородський національний університет”.
У 2003 році захистив докторську дисертацію на тему: “Баричні ефекти та полікритичні явища в сегнетоактивних напівпровідниках групи A2IV B2V C 6VI неспівмірними фазами”.
У 2003 році присвоєно вчений ступінь доктора фізико-математичних наук.
Із 2004 до 2011 року – проректор з навчальної роботи ДВНЗ Ужгородський національний університет”.
У 2005 році обраний на посаду завідувача кафедри оптики фізичного факультету ДВНЗ Ужгородський національний університет”.
У 2006 році присвоєно вчене звання професора.
Із 2011  до 2012 – проректор з науково-педагогічної роботи ДВНЗ Ужгородський національний університет”.
2014–2017 – проректор з науково-педагогічної роботи ДВНЗ Ужгородський національний університет”.
Із 2017 року – перший проректор ДВНЗ “Ужгородський національний університет”.

## Наукова діяльність
Галузі наукових інтересів: фізика високих тисків, фізика напівпровідників і діелектриків, фізика сегнетоелектриків, оптична спектроскопія. 
Значна частина наукових досліджень О. Г. Сливки присвячена експериментальному вивченню впливу зовнішніх чинників на структурні фазові переходи в сегнетоактивних кристалах. Учений вперше вказав на необхідність врахування баричної залежності константи Кюрі-Вейсса, є автором 17 свідоцтв та патентів на винахід. Науковий доробок вченого – понад 400 праць, серед них:
- Польові та деформаційні ефекти у складних сегнетоактивних сполуках : монографія / І. В. Стасюк,  Р. Р. Левицький, А. П. Моїна, О. Г. Сливка, О. В. Величко. – Ужгород : Ґражда, 2009. – 392 с. https://dspace.uzhnu.edu.ua/jspui/handle/lib/42210

- Герзанич О. І. Спектроскопія речовин конденсованої фази : лаб. спецпрактикум / О. І. Герзанич, Н. О. Романчак, О. Г Сливка ; М-во освіти і науки України, ДВНЗ “Ужгор. нац. ун-т”. – Ужгород : ДВНЗ “Ужгор. нац. ун-т”, 2011. – 104 с.

- Герзанич О. І. Спектроскопія речовин конденсованої фази : навч. посіб. зі спецпрактикуму / О. І. Герзанич, Н. О. Романчак, О. Г Сливка ; М-во освіти і науки України, ДВНЗ “Ужгор. нац. ун-т”, Каф. оптики. – Ужгород : Вид-во УжНУ “Говерла”, 2013. – 100 с. : рис., дод. – Бібліогр. в тексті.

## Нагороди
У 2009 році присвоєно звання заслуженого працівника освіти України.